# 1. Fussballclub Heidenheim 1846 2018-2019
Questa voce raccoglie le informazioni riguardanti il 1. Fussballclub Heidenheim 1846  nelle competizioni ufficiali della stagione calcistica 2018-2019.

## Stagione
Nella stagione 2018-2019 l'Heidenheim, allenato da Frank Schmidt, concluse il campionato di 2. Bundesliga al 5º posto. In Coppa di Germania l'Heidenheim fu eliminato ai quarti di finale dal Bayern Monaco.

## Rosa
| N. |                     | Ruolo | Calciatore          |
| -- | ------------------- | ----- | ------------------- |
| 22 | Germania (bandiera) | P     | Vitus Eicher        |
| 39 | Germania (bandiera) | P     | Matthias Köbbing    |
| 1  | Germania (bandiera) | P     | Kevin Müller        |
| 40 | Germania (bandiera) | P     | Diant Ramaj         |
| 33 | Germania (bandiera) | D     | Timo Beermann       |
| 31 | Germania (bandiera) | D     | Jonas Brändle       |
| 2  | Germania (bandiera) | D     | Marnon-Thomas Busch |
| 28 | Germania (bandiera) | D     | Arne Feick          |
| 6  | Germania (bandiera) | D     | Patrick Mainka      |
| 34 | Germania (bandiera) | D     | Tobias Reithmeir    |
| 4  | Germania (bandiera) | D     | Oliver Steurer      |
| 29 | Germania (bandiera) | D     | Robert Strauß       |
| 8  | Germania (bandiera) | C     | Robert Andrich      |
| 36 | Germania (bandiera) | C     | Niklas Dorsch       |

| N. |                     | Ruolo | Calciatore          |
| -- | ------------------- | ----- | ------------------- |
| 35 | Germania (bandiera) | C     | Kevin Lankford      |
| 18 | Germania (bandiera) | C     | Sebastian Griesbeck |
| 37 | Germania (bandiera) | C     | Gökalp Kilic        |
| 17 | Germania (bandiera) | C     | Maurice Multhaup    |
| 7  | Germania (bandiera) | C     | Marc Schnatterer    |
| 16 | Germania (bandiera) | C     | Kevin Sessa         |
| 38 | Germania (bandiera) | C     | Tim Skarke          |
| 30 | Germania (bandiera) | C     | Norman Theuerkauf   |
| 21 | Germania (bandiera) | C     | Maxi Thiel          |
| 10 | Austria (bandiera)  | A     | Nikola Dovedan      |
| 9  | Germania (bandiera) | A     | Robert Glatzel      |
| 13 | Germania (bandiera) | A     | Robert Leipertz     |
| 32 | Germania (bandiera) | A     | Patrick Schmidt     |
| 11 | Germania (bandiera) | A     | Denis Thomalla      |

## Organigramma societario
Area tecnica
- Allenatore: Frank Schmidt
- Allenatore in seconda: Christian Gmünder, Dieter Jarosch, Bernhard Raab
- Preparatore dei portieri: Bernd Weng
- Preparatori atletici:

## Risultati

### 2. Bundesliga

#### Girone di andata
| Arbitro: | Ittrich |

|                 |           |                |
| Schnatterer 44’ | Marcatori | 45’ Edmundsson |

| Arbitro: | Storks |

|         |           |             |
| Lee 20’ | Marcatori | 15’ Glatzel |

| Arbitro: | Willenborg |

|           |           |                                         |
| Berko 68’ | Marcatori | 31’ (rig.), 44’ Schnatterer 69’ Dovedan |

| Arbitro: | Sather |

|  |           |            |
|  | Marcatori | 11’ Franke |

| Arbitro: | Osmers |

|                       |           |                         |
| Lasogga 74’, 80’, 83’ | Marcatori | 64’ Schmidt 88’ Glatzel |

| Arbitro: | Welz |

|                  |           |  |
| Glatzel 66’, 90’ | Marcatori |  |

| Arbitro: | Günsch |

|                         |           |            |
| Adamyan 6’ Grüttner 20’ | Marcatori | 9’ Glatzel |

| Arbitro: | Rohde |

|                                         |           |                             |
| Dovedan 11’ Glatzel 77’ Schnatterer 84’ | Marcatori | 21’ Hinterseer 31’ Hoogland |

| Arbitro: | Kempkes |

|               |           |             |
| Gikiewicz 90’ | Marcatori | 56’ Glatzel |

| Arbitro: | Aarnink |

|                                                  |           |  |
| Griesbeck 18’ Dovedan 43’ Schnatterer 90’ (rig.) | Marcatori |  |

| Arbitro: | Stieler |

|              |           |             |
| Guirassy 58’ | Marcatori | 9’ Beermann |

| Arbitro: | Kempter |

|              |           |  |
| Thomalla 54’ | Marcatori |  |

| Arbitro: | Dietz |

|             |           |                 |
| Veerman 62’ | Marcatori | 52’ Schnatterer |

| Arbitro: | Gerach |

|              |           |                                                            |
| Multhaup 44’ | Marcatori | 30’ Antwi-Adjei 36’ Klement 71’ Michel 79’, 90’ Vasiliadis |

| Arbitro: | Hartmann |

|            |           |                        |
| Förster 8’ | Marcatori | 39’ Feick 45’ Thomalla |

| Arbitro: | Alt |

|                                                      |           |           |
| Thomalla 35’ Dovedan 47’, 90’ Schnatterer 67’ (rig.) | Marcatori | 69’ Wolze |

| Arbitro: | Koslowski |

|             |           |              |
| Lezcano 24’ | Marcatori | 76’ Thomalla |

#### Girone di ritorno
| Arbitro: | Badstübner |

|            |           |                          |
| Schütz 33’ | Marcatori | 43’ Andrich 55’ Thomalla |

| Arbitro: | Heft |

|                         |           |                                |
| Glatzel 7’ Thomalla 14’ | Marcatori | 4’ Meffert 81’ (aut.) Beermann |

| Arbitro: | Thomsen |

|             |           |  |
| Dovedan 35’ | Marcatori |  |

| Arbitro: | Bacher |

|           |           |                         |
| Wurtz 84’ | Marcatori | 35’, 59’ (rig.) Glatzel |

| Arbitro: | Winkmann |

|                        |           |                       |
| Dorsch 16’ Glatzel 54’ | Marcatori | 30’ Özcan 70’ Lasogga |

| Fürth (Baviera) 22 febbraio 2019, ore 18:30 CET 23ª giornata | Greuther Fürth | 0 – 0 referto | Heidenheim | Sportpark Ronhof Thomas Sommer (7 870 spett.)\| Arbitro: \| Schröder \| |
| Arbitro:                                                     | Schröder       |               |            |                                                                         |

| Arbitro: | Siewer |

|                 |           |                          |
| Schnatterer 50’ | Marcatori | 44’ Grüttner 58’ Adamyan |

| Arbitro: | Rohde |

|         |           |  |
| Lee 78’ | Marcatori |  |

| Arbitro: | Stegemann |

|                             |           |          |
| Glatzel 48’ Schnatterer 56’ | Marcatori | 23’ Žulj |

| Magdeburgo 29 marzo 2019, ore 18:30 CET 27ª giornata | Magdeburgo | 0 – 0 referto | Heidenheim | MDCC-Arena (17 517 spett.)\| Arbitro: \| Kempkes \| |
| Arbitro:                                             | Kempkes    |               |            |                                                     |

| Arbitro: | Jöllenbeck |

|  |           |                         |
|  | Marcatori | 10’ Drexler 41’ Córdoba |

| Arbitro: | Aarnink |

|  |           |            |
|  | Marcatori | 5’ Andrich |

| Arbitro: | Cortus |

|                                  |           |  |
| Schnatterer 18’ Dovedan 26’, 28’ | Marcatori |  |

| Arbitro: | Sather |

|                                 |           |             |
| Antwi-Adjei 52’, 59’ Pröger 90’ | Marcatori | 90’ Andrich |

| Arbitro: | Thomsen |

|                         |           |                                     |
| Thomalla 45’ Mainka 60’ | Marcatori | 57’ (rig.), 69’ Wooten 67’ Paqarada |

| Arbitro: | Siewer |

|                                           |           |                                                         |
| Stoppelkamp 33’ Bomheuer 51’ Daschner 80’ | Marcatori | 27’ Glatzel 37’ Thomalla 58’ (aut.) Bomheuer 82’ Dorsch |

| Arbitro: | Storks |

|                                               |           |                     |
| Mainka 27’ Andrich 32’ Feick 82’ Leipertz 88’ | Marcatori | 59’ Kittel 76’ Gaus |

### Coppa di Germania
| Arbitro: | Bacher |

|                                  |           |                                                       |
| Lindemann 76’ (rig.) Tönnies 79’ | Marcatori | 22’ Griesbeck 32’, 39’ Pusch 56’ Glatzel 90’ Lankford |

| Arbitro: | Waschitzki |

|                                        |           |  |
| Schnatterer 8’ (rig.) Dovedan 20’, 86’ | Marcatori |  |

| Arbitro: | Hartmann |

|                          |           |            |
| Dovedan 47’ Multhaup 72’ | Marcatori | 44’ Brandt |

| Arbitro: | Winkmann |

|                                                                |           |                                              |
| Goretzka 12’ Müller 53’ Lewandowski 56’, 84’ (rig.) Gnabry 65’ | Marcatori | 26’, 74’, 77’ (rig.) Glatzel 39’ Schnatterer |

## Statistiche

### Statistiche di squadra
| Competizione      | Punti | In casa | In casa | In casa | In casa | In casa | In casa | In trasferta | In trasferta | In trasferta | In trasferta | In trasferta | In trasferta | Totale | Totale | Totale | Totale | Totale | Totale | DR  |
| Competizione      | Punti | G       | V       | N       | P       | Gf      | Gs      | G            | V            | N            | P            | Gf           | Gs           | G      | V      | N      | P      | Gf     | Gs     | DR  |
| ----------------- | ----- | ------- | ------- | ------- | ------- | ------- | ------- | ------------ | ------------ | ------------ | ------------ | ------------ | ------------ | ------ | ------ | ------ | ------ | ------ | ------ | --- |
| 2. Bundesliga     | 55    | 17      | 9       | 3       | 5       | 32      | 24      | 17           | 6            | 7            | 4            | 23           | 21           | 34     | 15     | 10     | 9      | 55     | 45     | +10 |
| Coppa di Germania | -     | 2       | 2       | 0       | 0       | 5       | 1       | 2            | 1            | 0            | 1            | 9            | 7            | 4      | 3      | 0      | 1      | 14     | 8      | +6  |
| Totale            | -     | 19      | 11      | 3       | 5       | 37      | 25      | 19           | 7            | 7            | 5            | 32           | 28           | 38     | 18     | 10     | 10     | 69     | 53     | +16 |

### Andamento in campionato
| Giornata  | 1 | 2  | 3 | 4  | 5  | 6  | 7  | 8  | 9  | 10 | 11 | 12 | 13 | 14 | 15 | 16 | 17 | 18 | 19 | 20 | 21 | 22 | 23 | 24 | 25 | 26 | 27 | 28 | 29 | 30 | 31 | 32 | 33 | 34 |
| --------- | - | -- | - | -- | -- | -- | -- | -- | -- | -- | -- | -- | -- | -- | -- | -- | -- | -- | -- | -- | -- | -- | -- | -- | -- | -- | -- | -- | -- | -- | -- | -- | -- | -- |
| Luogo     | C | T  | T | C  | T  | C  | T  | C  | T  | C  | T  | C  | T  | C  | T  | C  | T  | T  | C  | C  | T  | C  | T  | C  | T  | C  | T  | C  | T  | C  | T  | C  | T  | C  |
| Risultato | N | N  | V | P  | P  | V  | P  | V  | N  | V  | N  | V  | N  | P  | V  | V  | N  | V  | N  | V  | V  | N  | N  | P  | P  | V  | N  | P  | V  | V  | P  | P  | V  | V  |
| Posizione | 9 | 13 | 9 | 11 | 12 | 12 | 13 | 12 | 10 | 8  | 8  | 6  | 6  | 11 | 7  | 6  | 6  | 6  | 6  | 6  | 4  | 4  | 6  | 6  | 6  | 6  | 6  | 7  | 6  | 5  | 5  | 5  | 5  | 5  |

Legenda:

Luogo: C = Casa; T = Trasferta. Risultato: V = Vittoria; N = Pareggio; P = Sconfitta.

### Statistiche dei giocatori
| Giocatore      | 2. Bundesliga | 2. Bundesliga | 2. Bundesliga | 2. Bundesliga | Coppa di Germania | Coppa di Germania | Coppa di Germania | Coppa di Germania | Totale   | Totale | Totale      | Totale     |
| Giocatore      | Presenze      | Reti          | Ammonizioni   | Espulsioni    | Presenze          | Reti              | Ammonizioni       | Espulsioni        | Presenze | Reti   | Ammonizioni | Espulsioni |
| -------------- | ------------- | ------------- | ------------- | ------------- | ----------------- | ----------------- | ----------------- | ----------------- | -------- | ------ | ----------- | ---------- |
| V. Eicher      | 1             | 0             | 0             | 0             | -                 | -                 | -                 | -                 | 1        | 0      | 0           | 0          |
| M. Köbbing     | -             | -             | -             | -             | -                 | -                 | -                 | -                 | -        | -      | -           | -          |
| K. Müller      | 33            | 0             | 0             | 0             | 4                 | 0                 | 0                 | 0                 | 37       | 0      | 0           | 0          |
| D. Ramaj       | -             | -             | -             | -             | -                 | -                 | -                 | -                 | -        | -      | -           | -          |
| T. Beermann    | 25            | 1             | 2             | 0             | 3                 | 0                 | 1                 | 0                 | 28       | 1      | 3           | 0          |
| J. Brändle     | 1             | 0             | 0             | 0             | -                 | -                 | -                 | -                 | 1        | 0      | 0           | 0          |
| M. Busch       | 32            | 0             | 2             | 0             | 3                 | 0                 | 0                 | 0                 | 35       | 0      | 2           | 0          |
| A. Feick       | 16            | 2             | 2             | 0             | 4                 | 0                 | 1                 | 0                 | 20       | 2      | 3           | 0          |
| P. Mainka      | 32            | 2             | 1             | 0             | 4                 | 0                 | 0                 | 0                 | 36       | 2      | 1           | 0          |
| T. Reithmeir   | 3             | 0             | 2             | 0             | -                 | -                 | -                 | -                 | 3        | 0      | 2           | 0          |
| O. Steurer     | 4             | 0             | 0             | 0             | -                 | -                 | -                 | -                 | 4        | 0      | 0           | 0          |
| R. Strauß      | 7             | 0             | 0             | 0             | 2                 | 0                 | 0                 | 0                 | 9        | 0      | 0           | 0          |
| R. Andrich     | 25            | 4             | 4             | 1             | 2                 | 0                 | 0                 | 0                 | 27       | 4      | 4           | 1          |
| N. Dorsch      | 30            | 2             | 8             | 0             | 3                 | 0                 | 2                 | 0                 | 33       | 2      | 10          | 0          |
| S. Griesbeck   | 32            | 1             | 6             | 0             | 4                 | 1                 | 1                 | 0                 | 36       | 2      | 7           | 0          |
| G. Kilic       | 1             | 0             | 0             | 0             | -                 | -                 | -                 | -                 | 1        | 0      | 0           | 0          |
| M. Multhaup    | 20            | 1             | 0             | 0             | 4                 | 1                 | 0                 | 0                 | 24       | 2      | 0           | 0          |
| M. Schnatterer | 31            | 10            | 2             | 0             | 3                 | 2                 | 0                 | 0                 | 34       | 12     | 2           | 0          |
| K. Sessa       | 2             | 0             | 0             | 0             | -                 | -                 | -                 | -                 | 2        | 0      | 0           | 0          |
| T. Skarke      | 13            | 0             | 1             | 0             | 2                 | 0                 | 1                 | 0                 | 15       | 0      | 2           | 0          |
| N. Theuerkauf  | 33            | 0             | 2             | 1             | 4                 | 0                 | 0                 | 0                 | 37       | 0      | 2           | 1          |
| M. Thiel       | 14            | 0             | 0             | 0             | 1                 | 0                 | 0                 | 0                 | 15       | 0      | 0           | 0          |
| N. Dovedan     | 29            | 8             | 7             | 0             | 3                 | 3                 | 0                 | 0                 | 32       | 11     | 7           | 0          |
| R. Glatzel     | 26            | 13            | 3             | 1             | 3                 | 4                 | 0                 | 0                 | 29       | 17     | 3           | 1          |
| R. Leipertz    | 5             | 1             | 0             | 0             | -                 | -                 | -                 | -                 | 5        | 1      | 0           | 0          |
| P. Schmidt     | 20            | 1             | 0             | 0             | 1                 | 0                 | 0                 | 0                 | 21       | 1      | 0           | 0          |
| D. Thomalla    | 24            | 8             | 1             | 0             | 3                 | 0                 | 0                 | 0                 | 27       | 8      | 1           | 0          |
| K. Lankford    | 6             | 0             | 1             | 0             | 1                 | 1                 | 0                 | 0                 | 7        | 1      | 1           | 0          |
| K. Pusch       | 5             | 0             | 1             | 0             | 2                 | 2                 | 0                 | 0                 | 7        | 2      | 1           | 0          |
| M. Wittek      | 6             | 0             | 1             | 0             | -                 | -                 | -                 | -                 | 6        | 0      | 1           | 0          |